# سايوز TMA-18M
سويوز تي ام ايه-18م هي رحلة فضائية على مركبة سويوز السوفيتية/الروسية. انطلقت في مهمة فضائية إلى محطة الفضاء الدولية (ISS). انطلقت المركبة الفضائية بواسطة صاروخ ينتمى لعائلة سويوز في 2 سبتمبر 2015 بتمام الساعة 04:37 بالتوقيت العالمي. وبهذا تكون هذه الرحلة رقم 127 منذ بدء رحلات سويوز الروسية، علماً أن أو رحلة من نوعها كانت في 1967.
الرحلة تضم ثلاثة رواد فضاء بثلاث جنسيات مختلفة (روسي، ودانماركي، وكازاخستاني) ، يمثل كل واحد منهم وكالة فضائية مختلفة؛ وهم وكالة روسيا الفدرالية الفضائية ووكالة الفضاء الأوروبية ووكالة الفضاء الكازاخستانية.
إلتحمت المركبة بمحطة الفضاء الدولية في 4 سبتمبر/أيلول، وقد كان من المقرر التحام المركبة بالمحطة بعد الانطلاق بست ساعات إلى أن اتجه مركز مراقبة الرحلات الفضائية إلى تنفيذ برنامج احتياطي تفاديًا للاصطدام بقمامة فضائية تعود إلى صاروخ ياباني انطلق إلى الفضاء عام 1989.

## طاقم الرحلة
| صورة | الاسم          | ملاحظات                                                                       |
| ---- | -------------- | ----------------------------------------------------------------------------- |
|      | سيرغي فولكوف   | روسي، وقائد الرحلة، ومن وكالة روسيا الفدرالية الفضائية (RSA) وهي ثالث رحلة له |
|      | أندرياس موغنسن | دانماركي، من وكالة الفضاء الأوروبية (ESA) وهي أول رحلة له                     |
|      | Aidyn Aimbetov | كازاخستاني، من وكالة الفضاء الكازاخستانية وهي أول رحلة له                     |

### الطاقم الإحتياطي
- Oleg Skripochka ، القائد
- Thomas Pesquet
- Sergey Prokopyev